# Boussouma
Boussouma ist sowohl eine Gemeinde (französisch commune rurale) als auch ein dasselbe Gebiet umfassendes Departement im westafrikanischen Staat Burkina Faso in der Region Centre-Nord und der Provinz Sanmatenga. Die Gemeinde hat in 47 Dörfern und fünf Sektoren des Hauptortes 81.474 Einwohner, in der Mehrzahl Mossi.